# L'Orfeo
L'Orfeo (L'Orfeo, favola in musica) este o operă compusă de către Claudio Monteverdi pe libretul în cinci acte al lui Alessandro Striggio cu ocazia carnavalului anual din Mantova, sub mecenatul principilor de Gonzaga. Opera a fost reprezentată pentru prima oară în 24 februarie 1607 în palatul ducal Accademia degl'Invaghiti din Mantova. Partitura  a fost publicată la Veneția în anul 1609. Opera a avut debutul ei modern într-o versiune de concert în Paris.

## Acțiunea operei
Acțiunea se bazează pe mitul antic al lui Orfeu, care încearcă să o salveze pe Euridice din împărăția lui Hades. Tema rugii lui Orfeu în fața unui Charon indiferent și cea a salvării Euridicei îi permit compozitorului să strălucească cu pasaje muzicale extrem de elaborate, care asimilează influența madrigalelor. Ca în madrigalele sale, Monteverdi nu pregetă să introducă disonanțe și modificări bruște de tempo atunci când exprimă muzical mari pasiuni.
Remarcabil este și spectrul neobișnuit de larg de instrumente care acompaniază neliniștea și durerea lui Orfeu, care permite dealtfel chiar executarea unei mici uverturi, precum și a pasajelor instrumentale între acte. Monteverdi pune prin această inovație bazele orchestrației operei moderne, ceea ce îl determină pe Theodor W. Adorno să declare, în 1978, că tocmai lui Orfeu i se datorează arhetipul operei. Opera lui Monteverdi se încheie cu salvarea cântărețului de către Apollo, conform unei revizii a libretului de către Striggio, care în prima versiune îl lăsase pe erou pradă bacantelor. Sfârșitul acesta senin este retractat apoi în numeroasele prelucrări moderne ale operei.

## Extras
| (audio)                                            | \| Toccata (info) \| \| Înregistrare live \| \| Probleme în audiția fișierelor? Vezi ajutor media. \| |
| Toccata (info)                                     | |
| Înregistrare live                                  | |
| Probleme în audiția fișierelor? Vezi ajutor media. | |